# Ignaberga distrikt
Ignaberga distrikt är ett distrikt i Hässleholms kommun och Skåne län. 
Distriktet ligger sydost om Hässleholm. 

## Tidigare administrativ tillhörighet
Distriktet inrättades 2016 och utgörs av socknen Ignaberga i Hässleholms kommun.
Området motsvarar den omfattning Ignaberga församling hade vid årsskiftet 1999/2000.